# 小林ミナ
小林 ミナ（こばやし ミナ、1962年10月 - ）は、日本の教育学者。早稲田大学国際学術院教授、日本語教育学会副会長。元早稲田大学日本語教育研究センター所長。

## 人物・経歴
神奈川県横浜市生まれ。1985年青山学院大学文学部日本文学科国語学専攻卒業。1990年名古屋大学大学院文学研究科修士課程日本言語文化専攻修了、学術修士。1993年名古屋大学大学院文学研究科博士課程日本言語文化専攻満期退学、名古屋大学言語文化部助手。1994年北海道大学留学生センター助教授。2006年早稲田大学大学院日本語教育研究科教授。2009年名古屋大学博士（文学）。2012年早稲田大学日本語教育研究センター所長、第二言語習得研究会編集委員長。2013年日本語教育学会副会長。2018年早稲田大学ティーチングアワード受賞。2021年小出記念日本語教育研究会編集委員会委員長。

## 著書
- 『よくわかる教授法 : 日本語教育能力検定試験対応』アルク 1998年
- 『일본어 교수법 입문』건국대학교출판부 2004年
- 『日本語の文法 基礎,応用』（山内博之と共著）アルク 2006年
- 『外国語として出会う日本語』岩波書店 2007年
- 『文法』（日比谷潤子と共編）凡人社 2009年
- 『教室』（衣川隆生と共編）凡人社 2009年
- 『日本語教育能力検定試験に合格するための教授法37』アルク 2010年
- 『プロセスで学ぶレポート・ライティング : アイデアから完成まで』（細川英雄, 舘岡洋子と共編著）朝倉書店 2011年
- 『日本語教育よくわかる教授法 : 「コース・デザイン」から「外国語教授法の史的変遷」まで』アルク 2019年